# Werner Pittschau

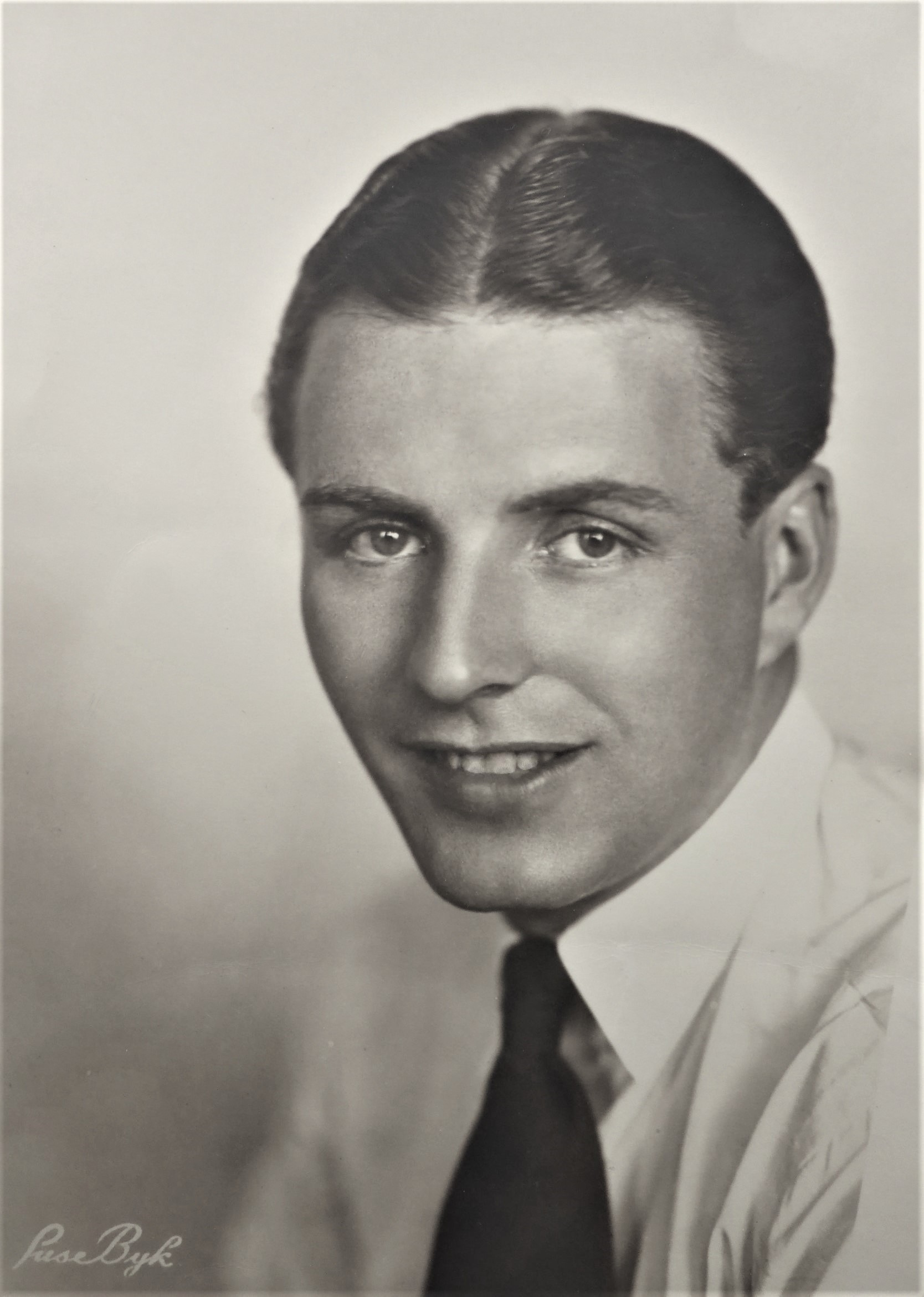
Werner Pittschau, letztes privates Porträtfoto von Suse Byk, 1928

Werner Pittschau (* 24. März 1902 in Berlin; † 28. Oktober 1928 bei Gerdshagen, Provinz Brandenburg) war ein deutscher Theater- und Filmschauspieler.

## Leben und Wirken
Werner Pittschau war ein Sohn des deutschen Theaterschauspielers Ernst Pittschau senior (1859–1916) und der Wiener Theater- und Filmschauspielerin Hilde Hofer-Pittschau geb. Schützenhofer (1873–1961). Nach dem frühen Tod seines Vaters entschloss sich Pittschau trotz seines besonderen technischen Interesses an Fotografie, Mechanik und Kinematographie nach Absolvierung der Pflichtschule in die Kadettenschule in Wien einzutreten, um Offizier zu werden. Nach dem Ende des Ersten Weltkrieges, der diese Berufsperspektive zunichtegemacht hatte, strebte er zunächst eine kaufmännische Ausbildung an der Handelsakademie an. Doch bald überwog der Wunsch – so wie seine Eltern – den Schauspielberuf zu ergreifen.
Nach einer kurzen Ausbildung zum Schauspieler debütierte er in der Saison 1920/21 am Neuen deutschen Theater in Prag, an dem damals auch seine Mutter seit 1916 engagiert war – und nach ihm auch sein Stiefbruder Walther Pittschau (1889–1946) engagiert wurde – und mit denen er in manchen Stücken gemeinsam auftrat. Als jugendlicher Liebhaber-Typ wurde er in sehr unterschiedlichen Stücken „eingesetzt“, so etwa im Dezember 1922 in Victorien Sardous Madame Sans-Gêne, im November 1923 in Robert Stolzs Operette Mädi als Archibald, in der Silvestervorstellung 1923 mit seinem Stiefbruder Walther in Der Feldherrnhügel in der Rolle des Leutnant Riesinger, im Jänner 1924 in Arthur Schnitzlers Paracelsus als Anselm neben Alexander Moissi in der Titelrolle, ebenfalls noch im Jänner als Frederick Evans in Avery Hopwoods Der Mustergatte, im April desselben Jahres als königlicher Kämmerer in Grillparzers Der Traum ein Leben, als Raphael in Faust I mit seinem Stiefbruder in der Titelrolle und seiner Mutter Hilde Pittschau-Hofer als Hexe, und als René in Jean Gilberts Operette Prinzessin Olala mit Fritzi Massary in der Titelpartie und seiner Mutter als Fürstin, im Mai neben seinem Stiefbruder Walther in Henrik Ibsens Peer Gynt oder im Juni als Herold des Königs in Rabindranath Tagores Der Brief des Königs. Es folgte an der Kleinen Bühne die Neuinszenierung von Die Sache mit Lola, Komödie von Rudolf Bernauer und Rudolf Schanzer, in der Pittschau in der Rolle des Dr. Kirschner neben seiner Mutter, Richard Romanowsky und Paul Hörbiger zu sehen war. Ende der Spielsaison 1924 verließ Werner Pittschau Prag, wurde an die Berliner Saltenburg-Bühnen engagiert, von denen er bald zum Schiller-Theater wechselte.

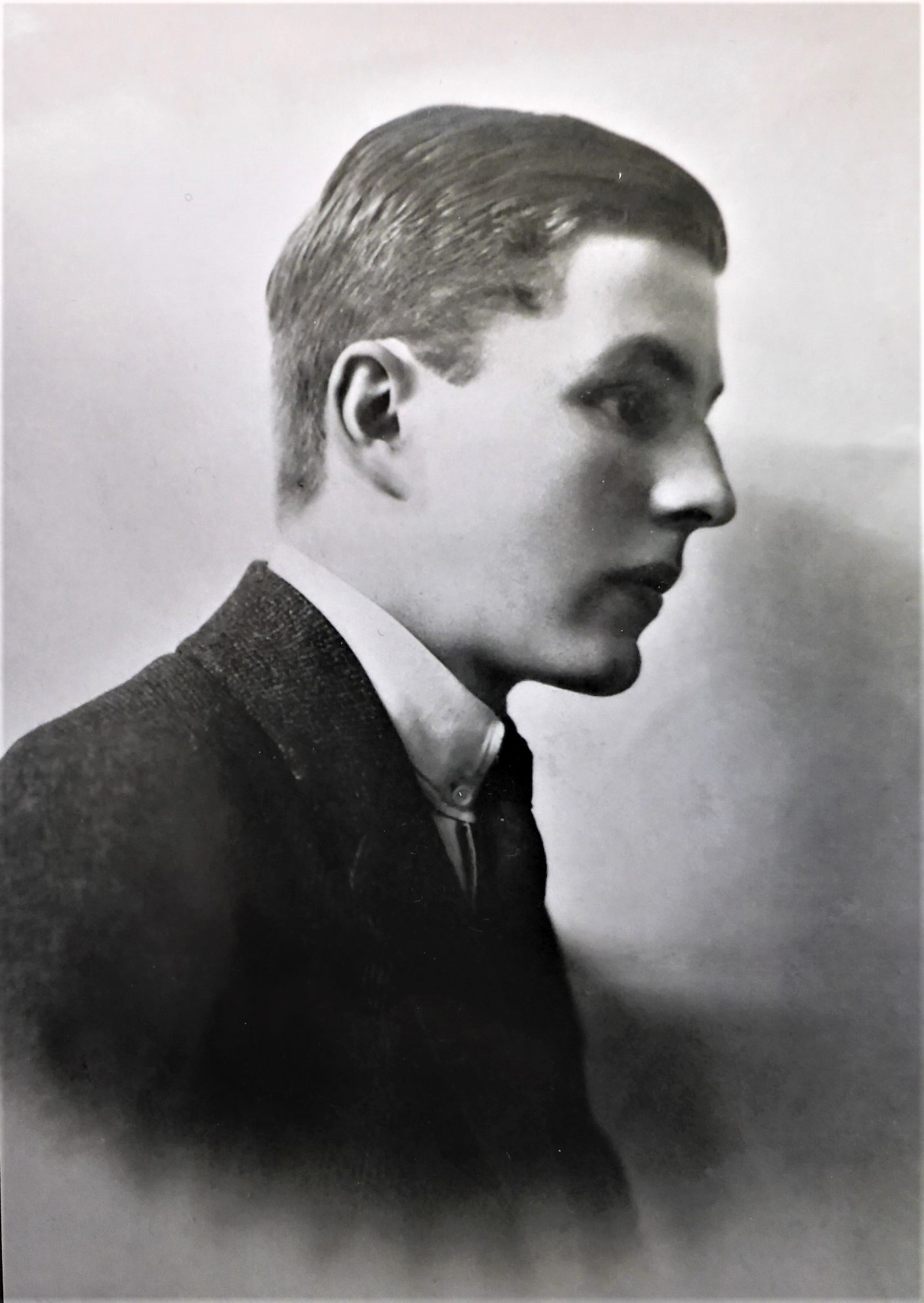
Werner Pittschau am Beginn seiner Karriere 1921, Privatfoto

Erika Glässner und Hans Junkermann, die als Bühnen- und Filmschauspieler etabliert waren, hatten Pittschau noch im Juni 1924 bei ihrem Gastspiel am Neuen deutschen Theater in Prag kennengelernt. In Geyers Boulevardstück Lissy, die Kokotte, in dem Erika Glässner die Titelrolle verkörperte, traten auch Werner in der Rolle des Firmlings und seine Mutter Hilde Hofer-Pittschau auf. Die eindrucksvolle Leistung Pittschaus in der kurz darauf folgenden Erstaufführung von Béla Szenes’ Endstation (27. Juni 1924), in der Werner Pittschau neben Paul Hörbiger in der zweiten Hauptrolle zu sehen war, bewog Glässner und Junkermann, ihm zu raten, zum Film zu gehen und empfahlen ihn dem deutschen Filmregisseur Carl Boese.

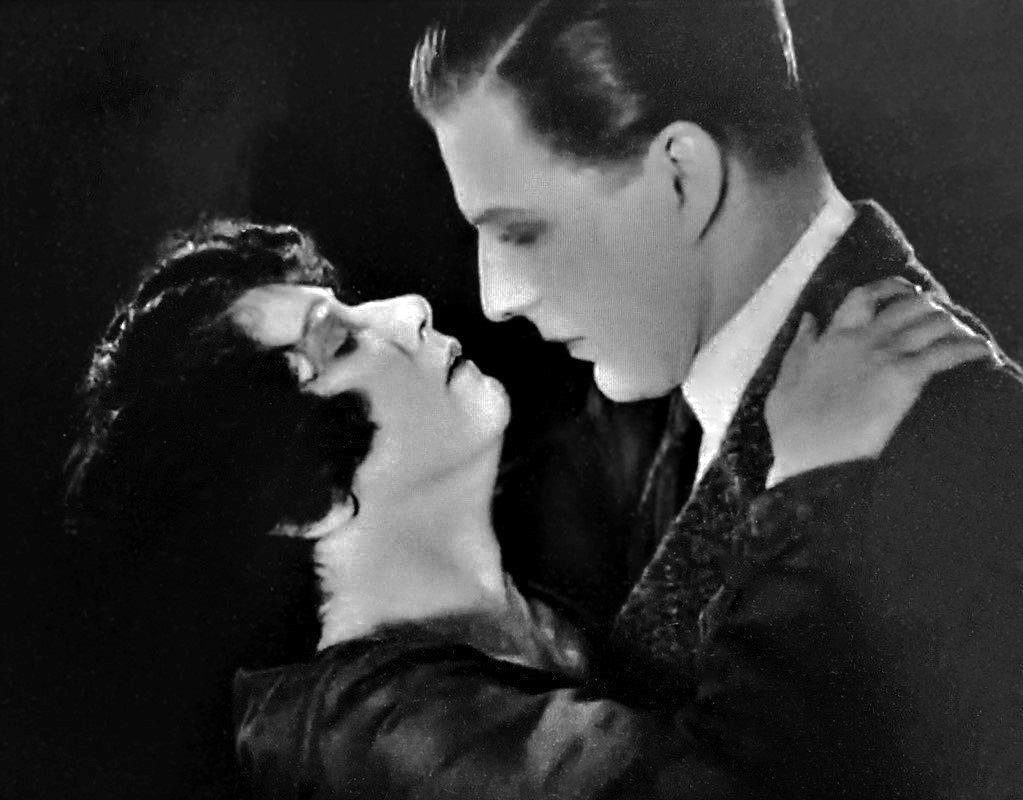
Tamara Platonowna Karsawina, Werner Pittschau, Standfoto aus „Hanseaten“, 1925

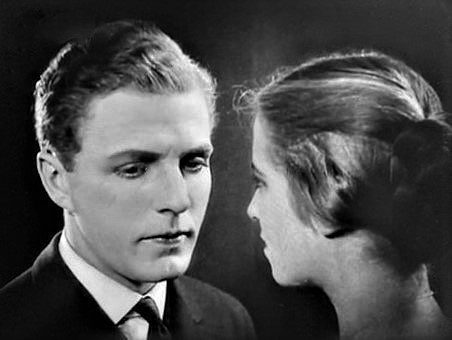
Werner Pittschau, Renate Brausewetter, Standfoto aus „Hanseaten“, 1925

Noch gegen Ende 1924 erhielt Pittschau von Regisseur Conrad Wiene sein erstes Rollenangebot im Film Der krasse Fuchs als Medizinstudent Willi Klauser. Bereits 1925 wurde Werner Pittschau für vier Hauptrollen von den Regisseuren Carl Boese (Die eiserne Braut als Unteroffizier Külpers und Die letzte Droschke von Berlin als Karl Lüdecke), Gerhard Lamprecht (Hanseaten als Robert Twersten) und James Bauer (Die Anne -Liese von Dessau als Leopold von Anhalt-Dessau) „gebucht“, die ihm beste Kritiken eintrugen. Die Darstellung der männlichen Hauptrolle des Leopold von Anhalt-Dessau sollte zur Weichenstellung für seine Blitzkarriere werden. Kurz danach erntete er in dem Streifen Die elf Schill‘schen Offiziere von Presse und Publikum Lorbeeren: So ist im Kino-Journal Nr. 840 vom 4. September zu lesen: „Aus Berlin wird uns geschrieben: Im Tauenzien-Palast in Berlin hat Freitag die Pressevorführung des Films »Die elf Schill’schen Offiziere« stattgefunden und einen durchschlagenden Erfolg gehabt. […] Die Ifa-FilmGes. m. b. H. hat den Film nach der bekannten Begebenheit aus dem Jahre 1804 verfilmt. Es ist eines der größten Werke, das bis nun in Deutschland hergestellt wurde. Speziell in den bekannten Szenen der Erschießung der elf Schill’schen Offiziere erreicht der Film seinen dramatischen Höhepunkt. Man kann in erster Linie dem Regisseur Rudolf Meinert zu seinem Werke gratulieren. Besonders hervorragend ist der Darsteller Werner Pittschau, weiters wären zu erwähnen […] und Rudolf Meinert […]“.

Elga Brink, Werner Pittschau, Olga Engl, Standfoto aus „Der Stolz der Kompagnie“, 1926

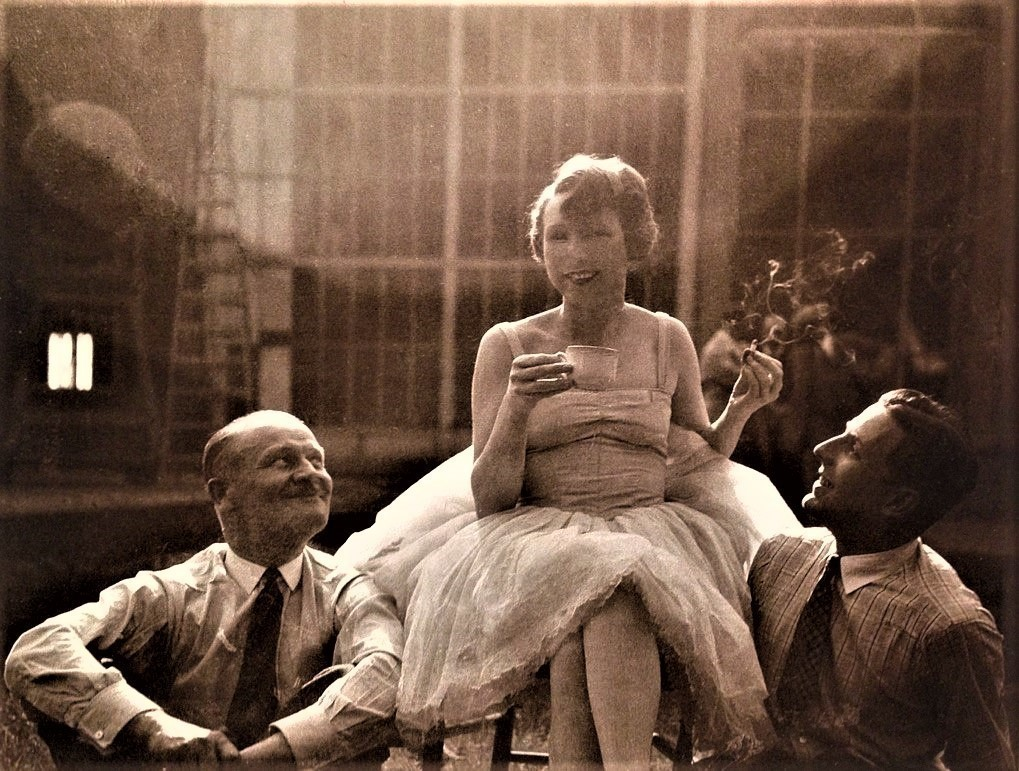
Albert Paulig, Dina Gralla, Pittschau auf einer Drehpause während des Films „Der Balletterzherzog“ 1926

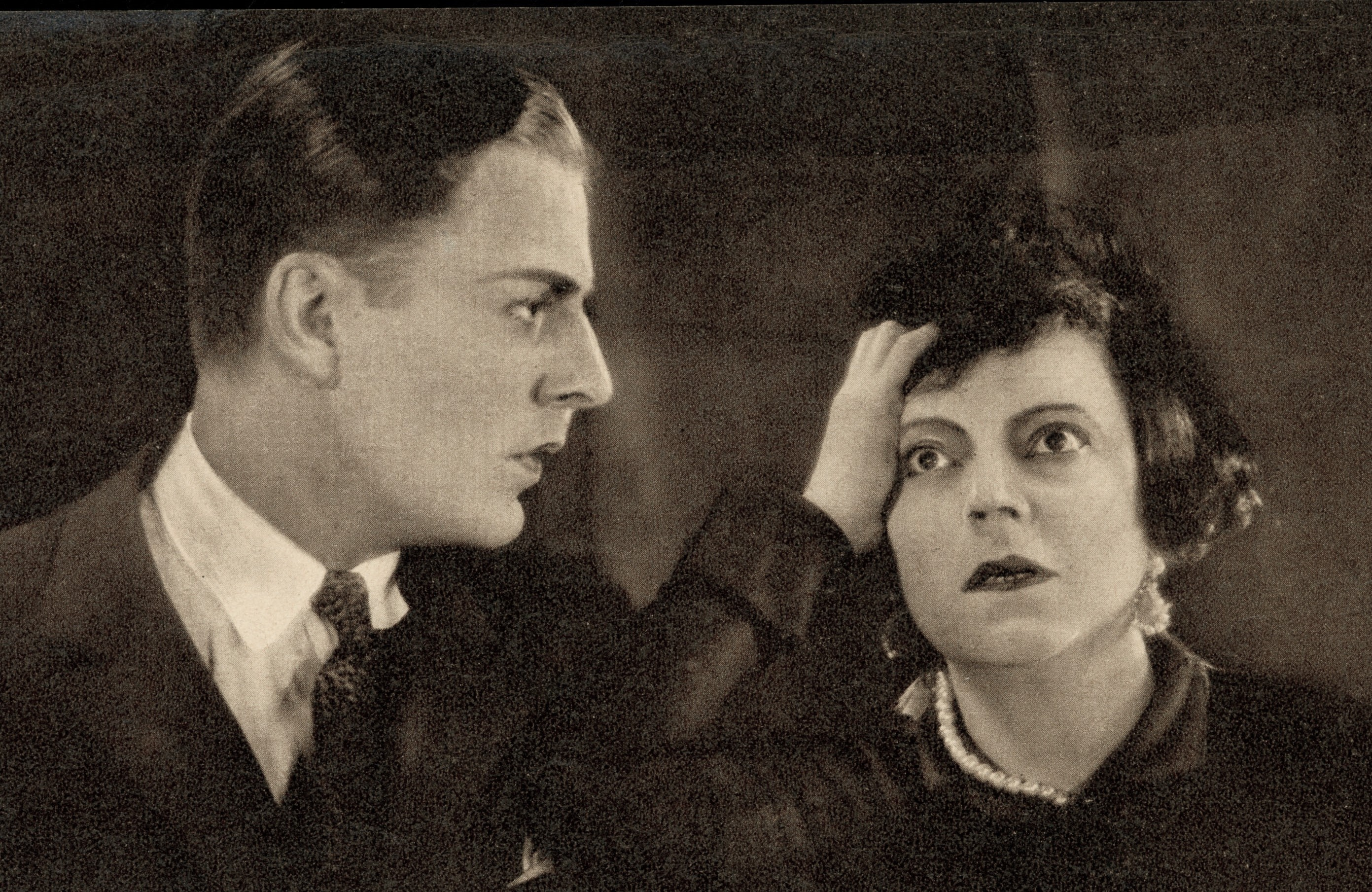
Werner Pittschau und Asta Nielsen, Szenenfoto aus „Dirnentragödie“, 1927

In dreieinhalb Jahren verkörperte Werner Pittschau etwa 30 Hauptrollen neben prominenten Partnerinnen und Partnern wie Asta Nielsen, Fritz Kortner, Tamara Karsawina, Hans Albers, Nils Asther, Carmen Cartellieri, Igo Sym, Albert Steinrück, Heinrich George oder Anny Ondra unter der Regie von 25, zu gutem Teil auch in der Tonfilmära erfolgreichen Regisseuren. Dadurch erklären sich auch die teils recht unterschiedlichen Charaktere, die Pittschau in rascher Abfolge zu verkörpern hatte. Abgesehen davon stellen aus heutiger Sicht auch die Schauplätze der Filme interessante Zeitdokumente dar: So sind z. B. 1925 die Städte Berlin im Streifen Die letzte Droschke von Berlin und Hamburg im Film Hanseaten, 1926 Wien in Der Balletterzherzog und 1928 Prag in den Straßenbekanntschaften von den späteren großen Kriegsschäden unversehrt „dokumentiert“.
In diesen Jahren war Pittschau jedoch auch weiterhin in Bühnenstücken zu sehen (z. B. als Apoll in Alkestis, Residenz-Theater München, oder als Alan Wilhelm in Das Kamel geht durch das Nadelöhr im Thalia-Theater Berlin). Seine Filmkarriere in zahlreichen deutschen, österreichischen, ungarischen, tschechischen und englischen Streifen bescherte ihm 1928 ein Rollenangebot von Hollywood, doch zu dessen Annahme kam es nicht mehr – ebenso wenig wie zu seinen, in Interviews geäußerten Plänen, unter der Regie von Ernst Lubitsch einen Film zu drehen, oder die ihm von Drehbuchautor Alfred Deutsch-German angebotene Rolle Napoleons II., des „Herzogs von Reichstadt“, zu verkörpern.

Pittschau und Wilma Harmening (Drehpause zu „Erzherzog Johann“, 1928)

Am 28. Oktober 1928 fuhren Werner Pittschau und seine Freundin, die Revuetänzerin Wilma Harmening (Bühnenname Wilma Harmy in der damals höchst erfolgreichen Haller-Revue), mit dem Auto von Berlin Richtung Mecklenburg. Bei Gerdshagen (heute Landkreis Prignitz) in Brandenburg kam der Wagen von der Fahrbahn ab, kollidierte mit einem Baum und überschlug sich mehrmals. Pittschau starb am Unfallort, seine Begleiterin kurz darauf. Abgesehen von sehr widersprüchlichen Zeitungsberichten über den Unfallhergang, ist aus den Berichten nicht zu ersehen, wer das Fahrzeug, das auf Wilma Harmening zugelassen war, beim Unfall gelenkt hatte. Beide wurden auf dem Berliner Friedhof Heerstraße im heutigen Ortsteil Westend unter großer Anteilnahme der Film- und Theaterwelt sowie von Presse und privater Trauergemeinde beigesetzt. Die Gräber sind nicht erhalten. Abgesehen davon, dass Werner Pittschau die Premiere seiner letzten drei Filme (Erzherzog Johann, Straßenbekanntschaften und Schwester Maria) wegen ihrer technischen Fertigstellung nach seinem jähen Tod nicht mehr erlebte, wurden die im Sommer 1928 begonnenen Dreharbeiten zum Film Prinzessin Blaubart der Ottol-Film Ges.m.b.H. (Mein Film Nr. 136, S. 9) im Wiener Listo-Studio unter der Regie des Ehepaares Jakob und Luise Fleck, in dem die Hauptrollen mit Xenia Desni und Werner Pittschau besetzt waren, eingestellt.

## Galerie

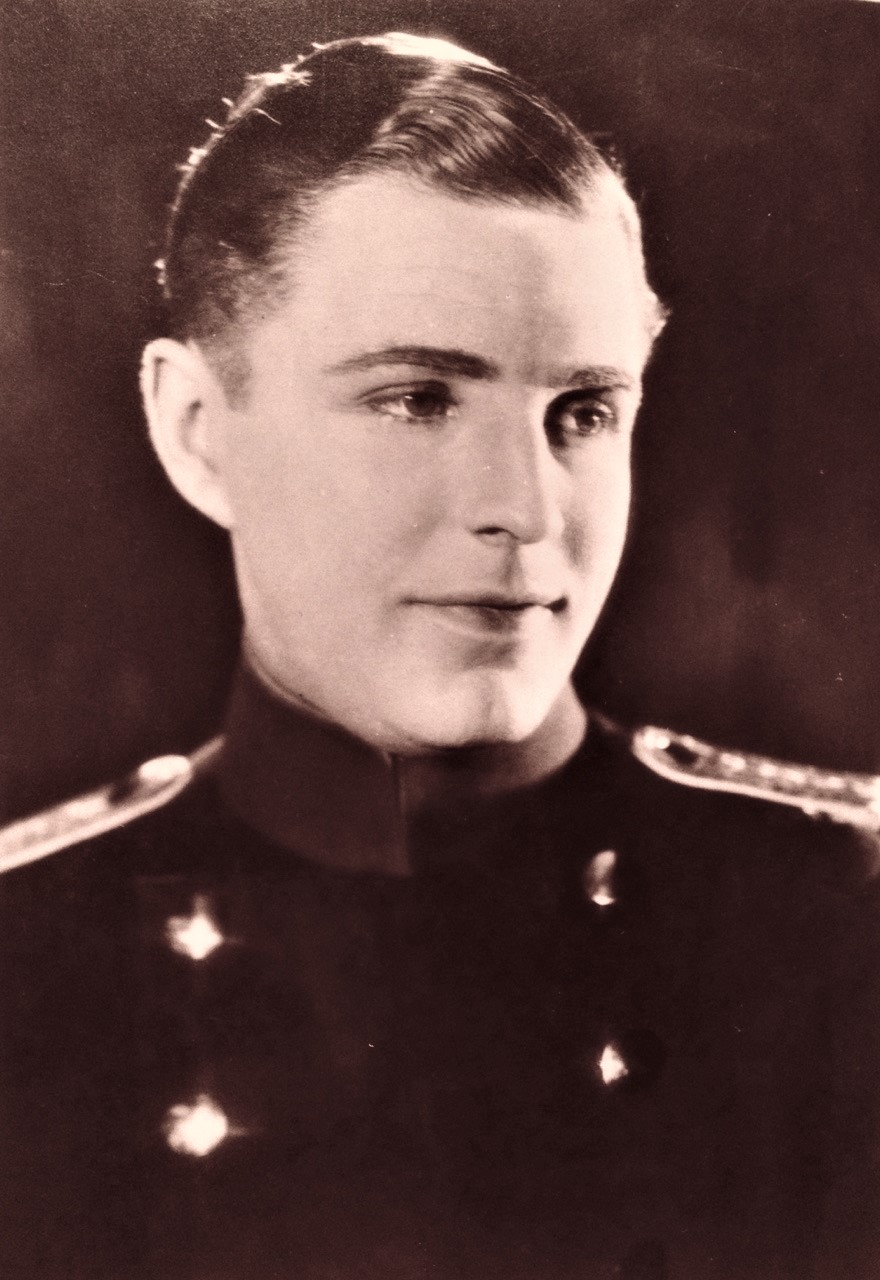
Werner Pittschau, Rollenfoto aus „Der Stolz der Kompagnie“, 1926
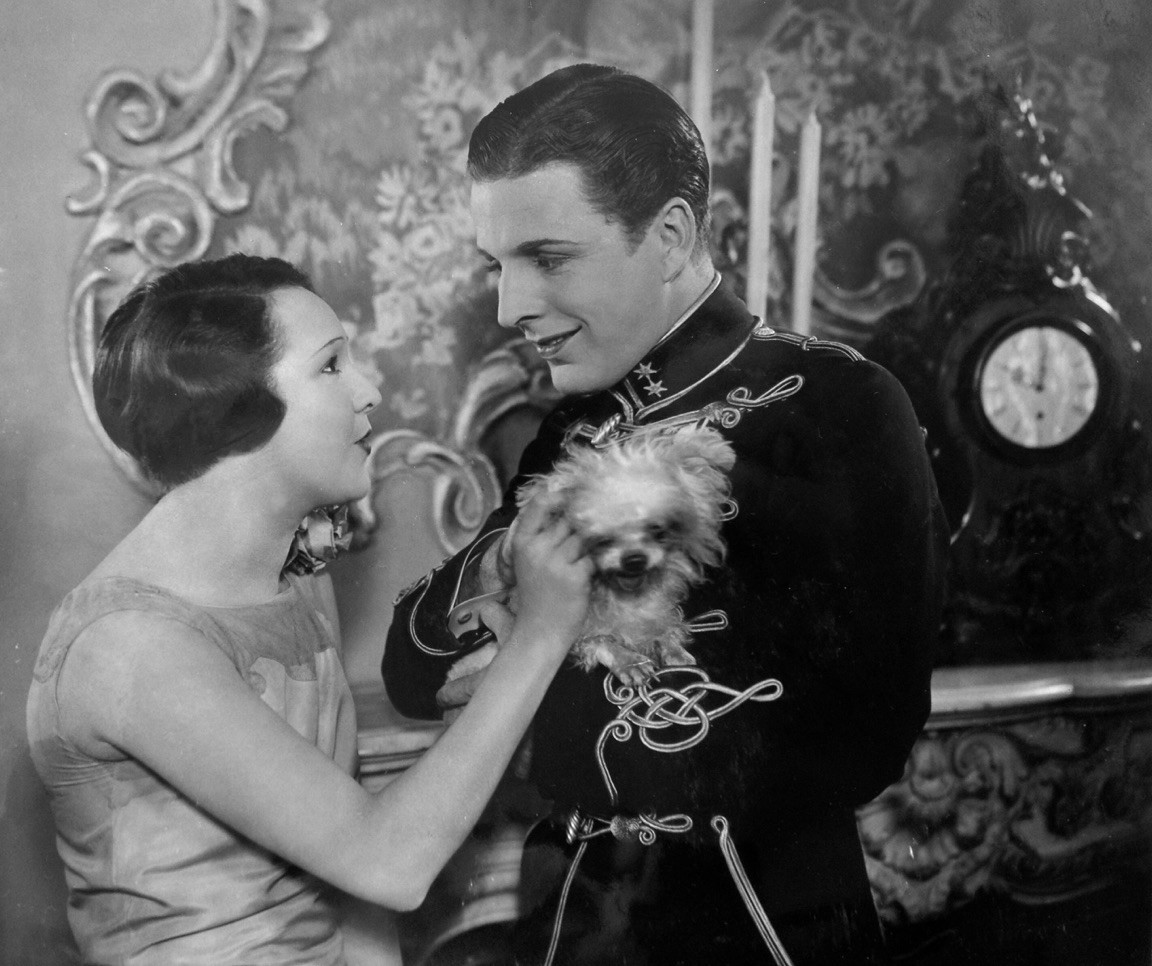
Dina Gralla, Werner Pittschau, Standfoto aus „Der Balletterzherzog“, 1926
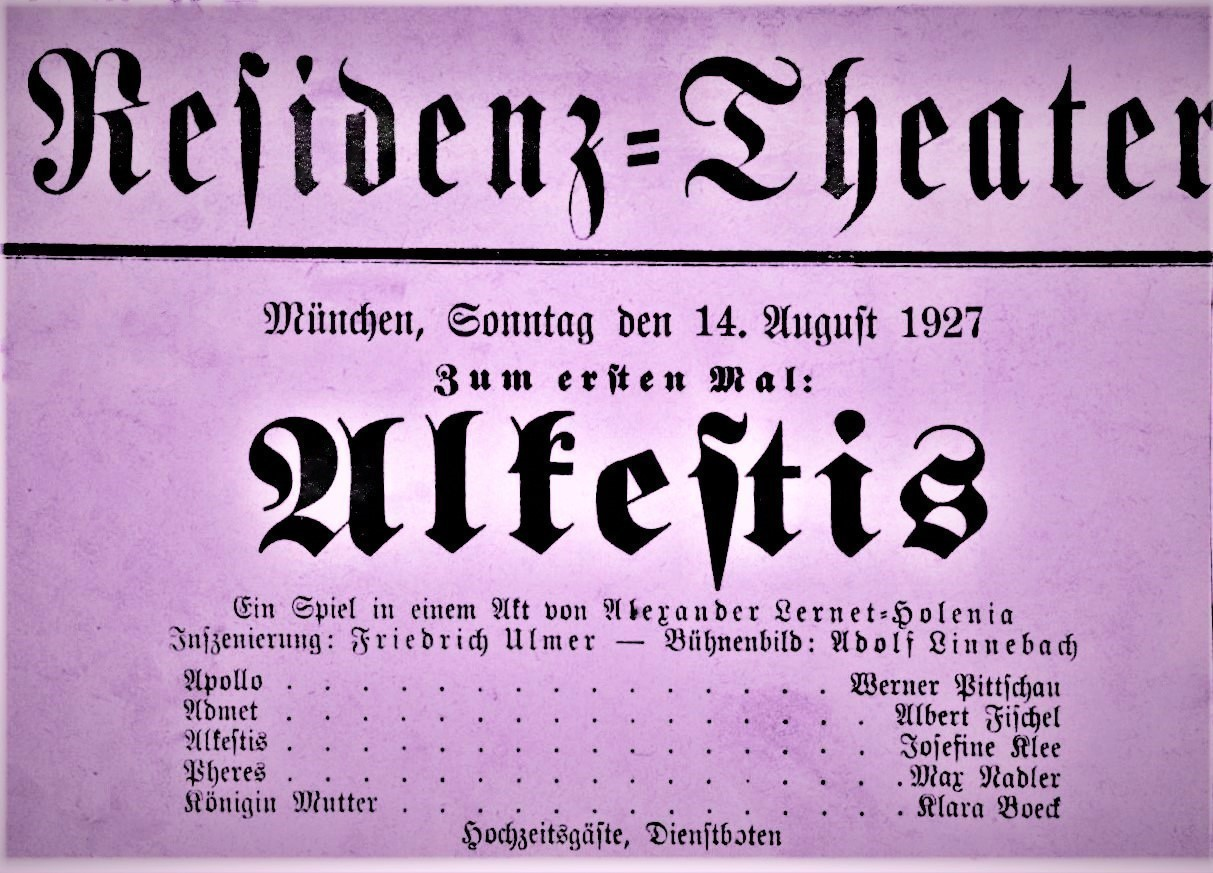
Premiere-Aushang „Alkestis“, Residenztheater München 1927 (Detail)
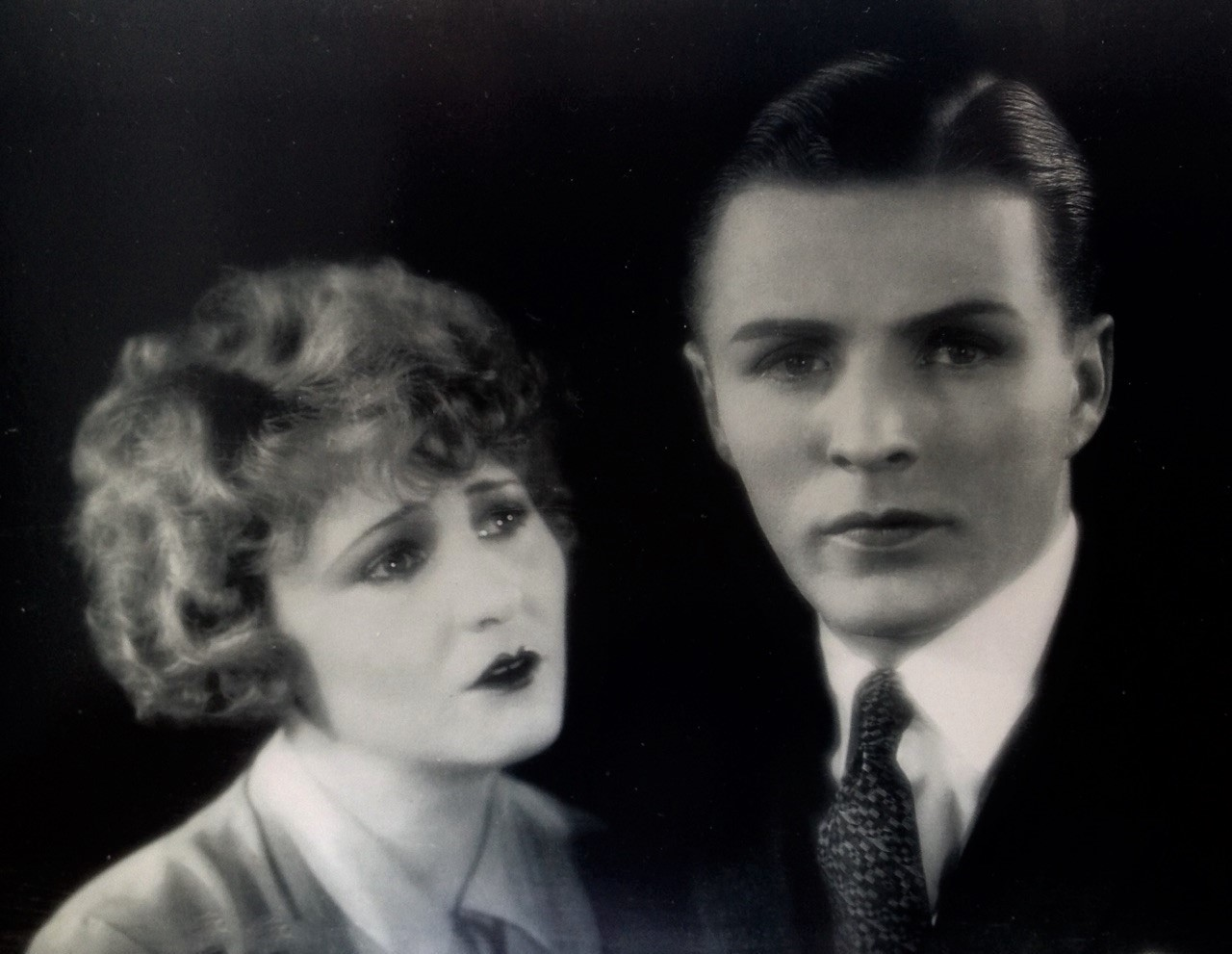
Lotte Lorring, Werner Pittschau, Standfoto aus dem Film „Ehekonflikte“, 1927
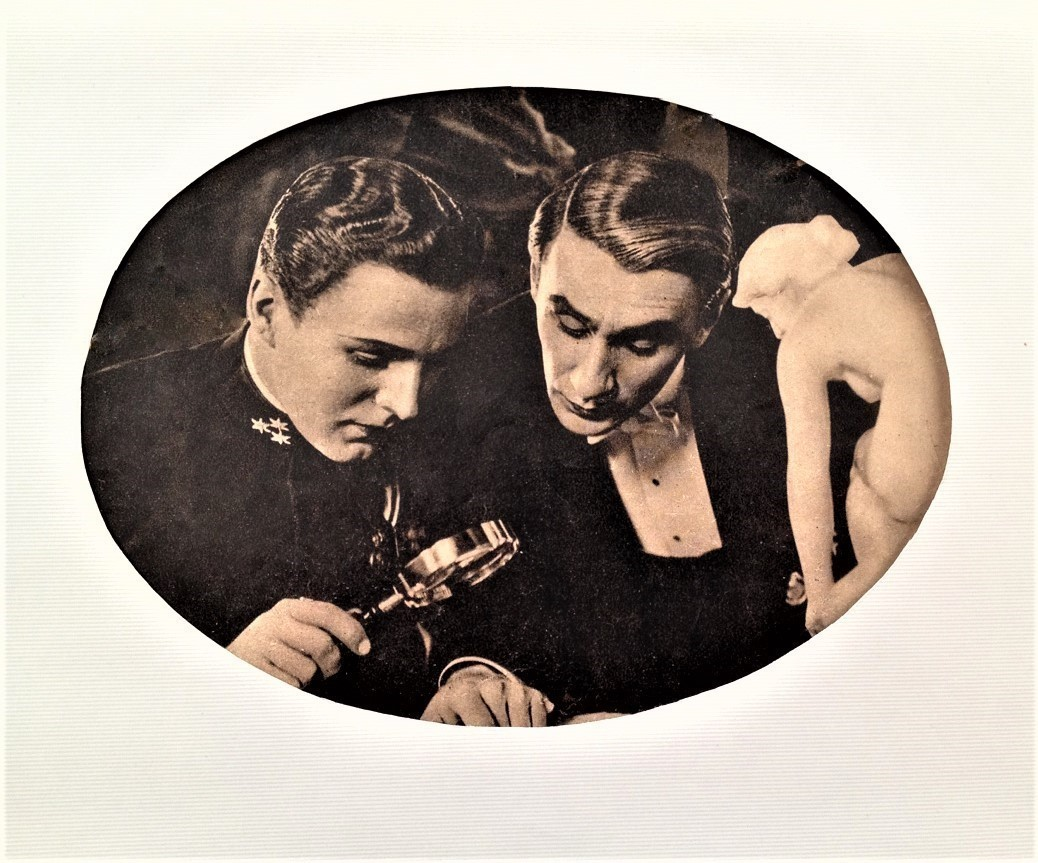
Werner Pittschau und Emil Guttmann, Szenenfoto aus „Die beiden Seehunde“ aka „Seine Hoheit der Dienstmann“,1928
Werner Pittschau, Charlotte Ander in „Die beiden Seehunde“, 1928
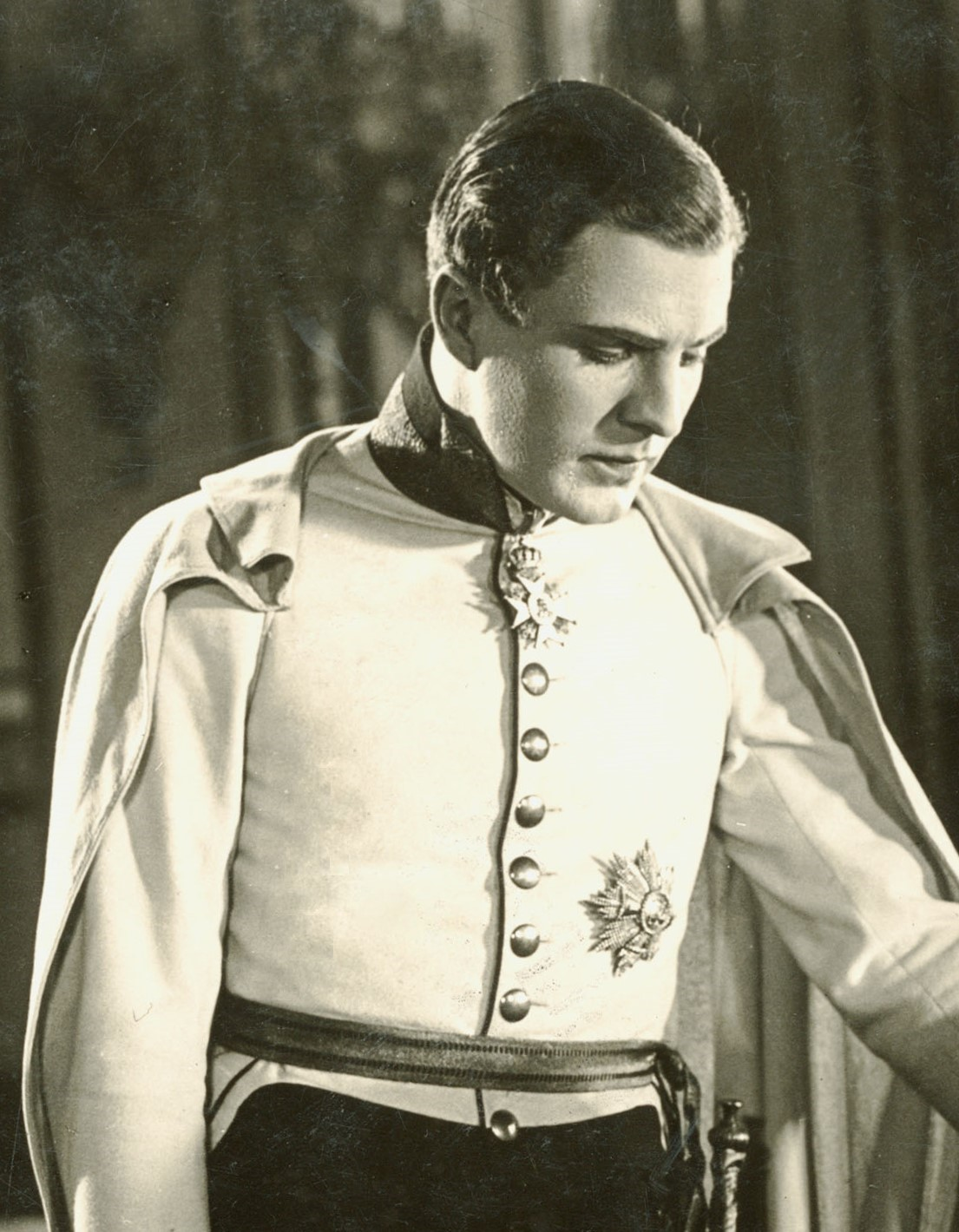
Werner Pittschau in dem Film „Erzherzog Johann“, 1928
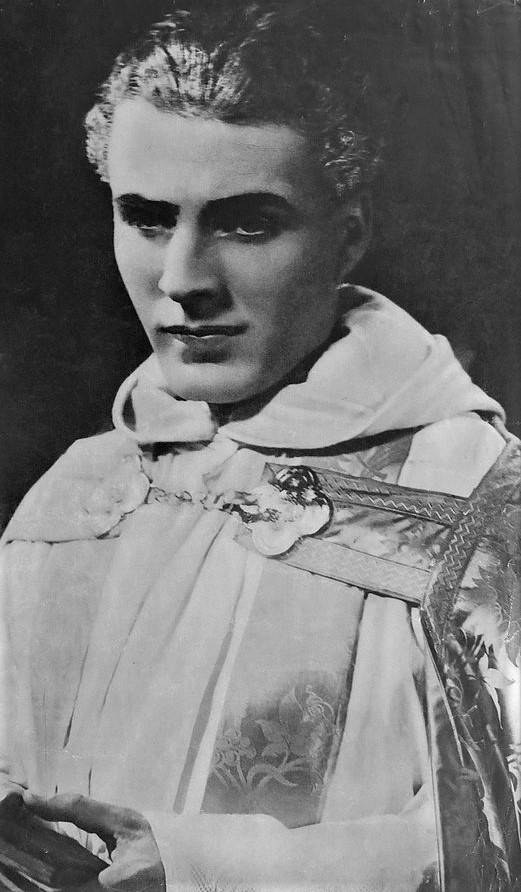
Werner Pittschau in „Schwester Maria“, 1928
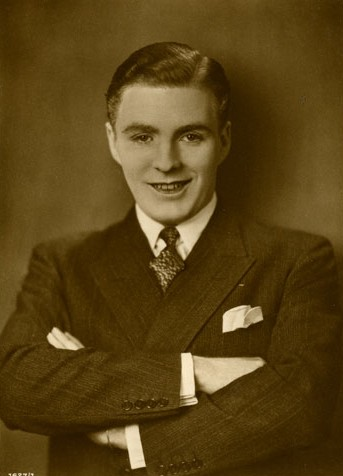
Werner Pittschau um 1928 auf einer Fotografie von Alexander Binder
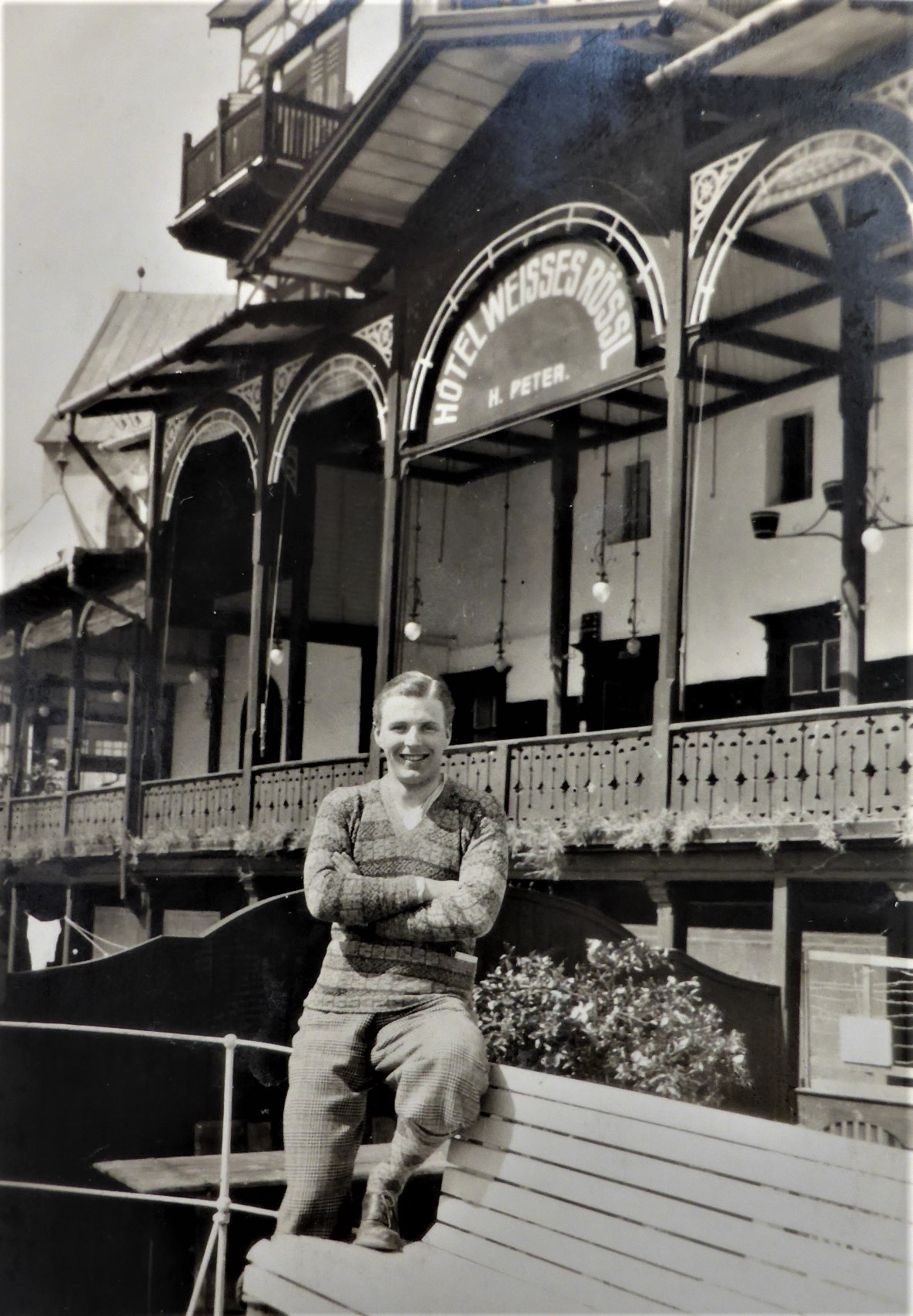
Werner Pittschau, Privatfoto vor dem Hotel Weißes Rössl am Wolfgangsee, 1926

## Filmografie
- 1924/26: Der krasse Fuchs
- 1925: Die Anne-Liese von Dessau
- 1925: Die eiserne Braut
- 1925: Volk in Not
- 1925: Hanseaten
- 1925: Luxusweibchen
- 1926: Der Stolz der Kompagnie
- 1926: Die letzte Droschke von Berlin
- 1926: Die Wiskottens
- 1926: Die elf Schill’schen Offiziere
- 1926: Wien, wie es weint und lacht
- 1926: Salto Mortale
- 1926: Die versunkene Flotte
- 1926: Der Balletterzherzog
- 1927: Ein Mordsmädel
- 1927: Erinnerungen einer Nonne
- 1927: Dirnentragödie
- 1927: Ehekonflikte
- 1927: Im Schatten des elektrischen Stuhls
- 1927: Die Geliebte des Gouverneurs
- 1927: Kaiserjäger
- 1928: Tragödie im Zirkus Royal
- 1928: Die beiden Seehunde
- 1928: Der erste Kuß
- 1928: Das Geheimnis der Villa Saxenburg (Die weiße Sonate)
- 1928: Herzog Hansl (Erzherzog Johann)
- 1929: Straßenbekanntschaften (Známosti z ulice)
- 1929: Schwester Maria (Mária növér)